# 凯特琳·萨瓦尔
凯特琳·萨瓦尔（法語：Katerine Savard，1993年5月26日—）生于魁北克省，是一名加拿大女子游泳运动员，主攻自由泳和蝶泳。萨瓦尔在学会走路之前便已开始学习游泳。她在大约九岁时（一说十岁）开始正式接受游泳训练。